# محاضرات جيفورد

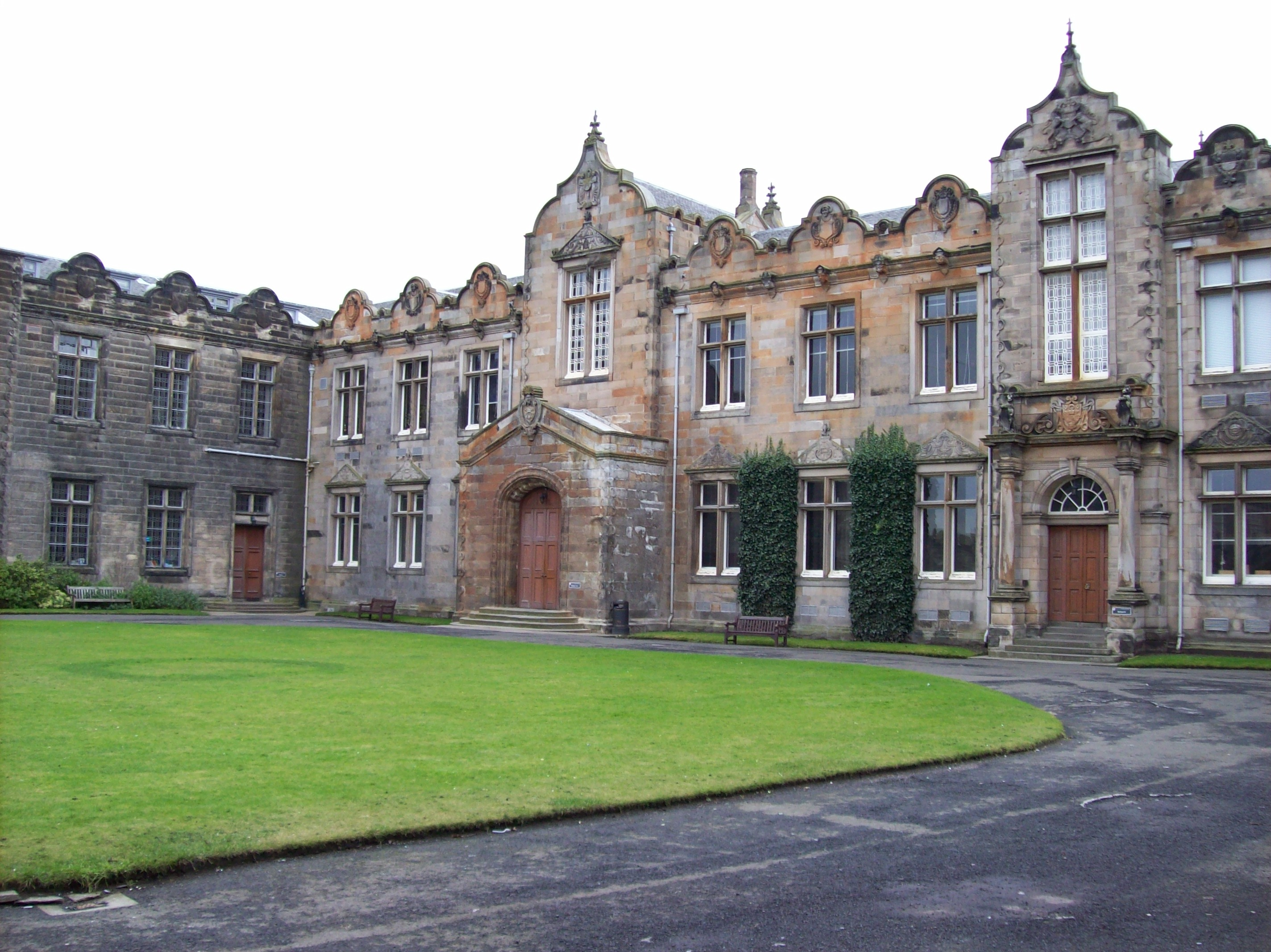

محاضرات جيفورد وهي سلسلة من المحاضرات جاءت تحقيقاً لوصية آدم لورد جيفورد, وتهدف «لتعزيز ونشر دراسة علم اللاهوت الطبيعي بمعناه الأوسع، أي معرفة الرب». ويعني مصطلح علم اللاهوت الطبيعي كما استخدمه جيفورد علم اللاهوت الذي يقوم على العلم لا على الخوارق. ويتم تقديم هذه المحاضرات في عدد من الجامعات الاسكتلندية وهي : جامعة القديس أندروز وجامعة غلاسكو وجامعة أبردين وجامعة إدنبرة.
تتمتع محاضرات جيفورد بمكانة مرموقة في الأروقة الأكاديمية في اسكتلندا وحول العالم، ويتم تقديم المحاضرات ضمن سلسلة على مدار السنة الأكاديمية وعادة ما يتم إصدار المحاضرات في كتاب.

## وصلات خارجية
سلسلة محاضرات جيفورد نسخة محفوظة 4 أكتوبر 2006 على موقع واي باك مشين.